# Haupia
El haupia es un postre a base de leche de coco tradicional y nativo de Hawái presente a menudo en luaus y otras reuniones locales en las islas, muy parecido al manjar blanco europeo. Desde la Segunda Guerra Mundial se ha hecho popular como recubrimiento para tartas blancas, especialmente en bodas. Aunque técnicamente se considera un pudin, su consistencia se acerca a la de la gelatina, y como ésta suele servirse en bloques.

## Historia
La receta tradicional hawaiana señala que la leche de coco caliente debe mezclarse con pia (maranta hawaiana, Tacca leontopetaloides) hasta que la mezcla espesa. Debido a la dificultad para encontrar fécula de pia, algunas recetas modernas la sustituyen por almidón de maíz.
En la receta moderna típica, se mezcla leche de coco diluida con azúcar y sal con fécula de pia o maíz, calentando hasta que espesa y queda suave, y vertiéndose entonces a un recipiente cuadrado donde se enfría para que cuaje. Tradicionalmente se corta en bloques pequeños y se sirve sobre trozos cuadrados de hoja de ti.
Algunas recetas emplean gelatina neutra en lugar de almidón de maíz, pero entonces sería incorrecto llamar haupia al plato resultante. Muchos dulces locales que contienen coco o aroma de coco se publicitan como «con sabor a haupia».